# Марьино (Боровский район)
Марьино — деревня в Боровском районе Калужской области. Входит в состав сельского поселения «Деревня Асеньевское».

## География
На реке Межиха. Рядом Старая, Федорино, Борисово и Пинашино.

## Население
| 2002 | 2010 |
| ---- | ---- |
| 2    | ↗9   |

## История
В селе церковь была деревянная Успения Пресвятой Богородицы, построенная около 1720 года, с приделом Алексия митрополита.
В 1782 году село Марьино относилось к Боровскому уезду Калужского наместничества, во владении Коллегии Экономии, до этого Чудова монастыря на левом берегу реки Межухи.
От села сохранилось кладбище, на северной окраине деревни. Церковь закрыта в 1930е годы, в 1954 году верхние ярусы рухнули, остатки были разобраны на хозяйственные нужды.
На месте церкви — недостроенная часовня.